# Tacfarinas
Tacfarinas was een Numidische leider en een gewezen auxilia-soldaat (vreemdeling in het Romeinse leger), die vanaf 17 tot 24 n.Chr. de opstand leidde van (semi-)nomadische stammen tegen de Romeinse bezetting in  Africa Proconsularis (meer bepaald het Numidisch binnenland). 
Hij voerde een guerrillastrijd tegen Rome, daar de Romeinen, met behulp van de koning der Mauri, de beweeglijkheid van de nomaden wilden inperken ten gunste van sedentaire, graan voor Rome producerende vestigingen.
De strijd werd beslecht in 24, toen de dood van Tacfarinas bij een Romeinse aanval op diens legerkamp het einde betekende van een vrij algemene Noord-Afrikaanse opstand, waaraan deze stammen deelnamen: de Musulamii, Garamanten, bepaalde delen van de Mauri, Cinithii en anderen.